# Trinidad González (actriz)

## Biografía
A los 13 años de edad, ingresó a estudiar actuación a la Academia Club de Teatro de Fernando González Mardones y a los 17 años, ingresó a la Academia Teatro Imagen de Gustavo Meza, egresó en 1993. Luego estudió en Dell'Arte International School of Physical Theatre en California, y posteriormente, estudió comedia del arte en Italia con Antonio Fava.
Fue una de las fundadoras de la compañía Teatro en el Blanco con la que mostraron su trabajo en alrededor de treinta países en el mundo. Ha escrito, dirigido y actuado sus obras La Reunión y Pájaro.  Se han hecho lecturas dramatizadas de sus obras en Estados Unidos, Canadá, España, Brasil y México. Fue invitada al Pen World Voices Festival, en Nueva York, la reunión literaria más importante de Estados Unidos y en el Encuentro Anual de Dramaturgia Latinoamericana, organizado por la reconocida compañía Tablado de Arruar, en Sao Paulo.
En 2007 recibió un Premio Altazor por su papel en Neva, de Guillermo Calderón.

## Vida personal
González mantuvo durante cuatro años una relación con el cantante Tea-Time, con quien tuvo un hijo.

## Cine
| Año  | Título                 | Papel            | Director                |
| ---- | ---------------------- | ---------------- | ----------------------- |
| 2006 | Pecados                | Pereza           | Martín Rodríguez        |
| 2010 | Blokes                 | Madre de Manuel  | Marialy Rivas           |
| 2011 | Quiero entrar          |                  | Roberto Farías          |
| 2011 | Bonsái                 | Blanca           | Cristián Jiménez        |
| 2012 | Bahía azul             |                  | Nicolás Acuña           |
| 2014 | El cordero             | Lorena           | Juan Francisco Olea     |
| 2015 | El Tila                |                  | Alejandro Torres        |
| 2015 | Los 33                 | Mrs. Sougarret   | Patricia Riggen         |
| 2016 | Neruda                 | Dueña prostíbulo | Pablo Larraín           |
| 2017 | Una mujer fantástica   | Wanda Vidal      | Sebastián Lelio         |
| 2019 | Ema                    | Claudia          | Pablo Larraín           |
| 2020 | Las mujeres de mi casa | Mónica           | Valentina Reyes         |
| 2022 | Ardiente paciencia     | Elvira           | Rodrigo Sepúlveda Urzúa |

## Televisión
| Año  | Título                                     | Papel             |
| ---- | ------------------------------------------ | ----------------- |
| 1998 | Brigada escorpión                          | Josefina Ubilla   |
| 2010 | Algo habrán hecho por la historia de Chile | Inés de Suárez    |
| 2013 | El reemplazante                            | Nieves Mondaca    |
| 2014 | Vuelve temprano                            | Norma Castro      |
| 2015 | Sitiados                                   | Mercedes          |
| 2016 | Bala loca                                  | Gabriela Vuskovic |
| 2017 | Ramona                                     | Teresa Cifuentes  |
| 2017 | 12 días que estremecieron Chile            | Francisca Murillo |
| 2018 | Perdona nuestros pecados                   | Lestenia Quiroga  |

## Teatro
- Memoria (2023; como directora y dramaturga)
- Espíritu (2022; como directora y dramaturga)
- Carnaval (2019; como directora y dramaturga)
- Democracia (2019)
- Oleaje (2019-2022)[4]
- Madre (2017; como dramaturga)
- Pájaro (2015)
- La Reunión (2012; directora y dramaturga)
- Diciembre (2008)
- Neva (2007)